# Cheese Cat-Astrophe Starring Speedy Gonzales
Cheese Cat-Astrophe Starring Speedy Gonzales es videojuego de plataformas en 2D para un solo jugador desarrollado por Cryo Interactive y publicado en 1995 por Sega, bajo la licencia por Warner Bros.